# Fletcher Cox
Fletcher Cox (ur. 13 grudnia 1990 roku w Yazoo City w stanie Missisipi) – amerykański zawodnik futbolu amerykańskiego, występujący na pozycji defensive tackle. Od 2012 roku zawodnik Philadelphia Eagles, grającego w lidze NFL.

## Szkoła średnia
Cox uczęszczał do Yazoo City High School i występował w jej drużynie futbolowej. W okresie tym zawodnik występował na pozycji defensive enda i był jednym z najwyżej ocenianych w kraju.

## College
Cox uczęszczał do Mississippi State od 2009 roku do 2011. Występował na pozycji defensive tackle. W sezonie 2011 został wybrany przez magazyn Pro Football Weekly do zespołu składającego się z najlepszych zawodników występujących w rozgrywkach uniwersyteckich. Zakończył karierę uniwersytecką z 85 tackles (szarżami), dwoma fumbles (wypuszczeniami) i 7,5 sacks.

## NFL
Cox był uważany za jednego z najlepszych zawodników na pozycji defensive tackle, którzy przystąpili do draftu. Został wybrany w pierwszej rundzie (12 wybór) draftu NFL w roku 2012 przez zespół Philadelphia Eagles. Podpisał z nim czteroletni kontrakt 18 lipca 2012. Jest to najwyżej wybrany zawodnik swojej uczelni od Michaela Haddixa w roku 1983.